# Rumänische Staatsangehörigkeit

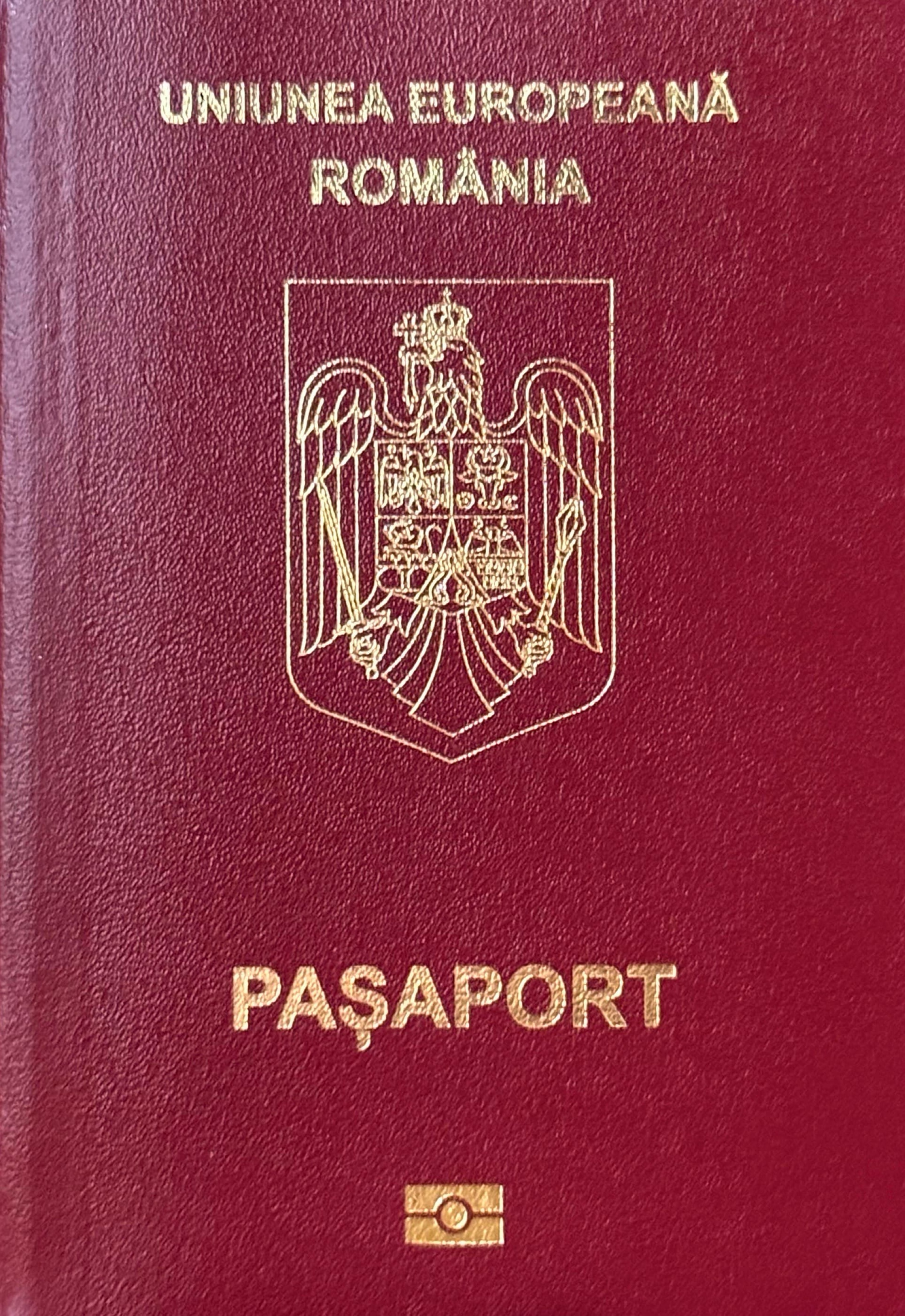
Rumänischer Reisepass

Die rumänische Staatsangehörigkeit bestimmt die Zugehörigkeit einer Person zum Staatsverband Rumäniens mit den zugehörigen Rechten und Pflichten.
Das Staatsangehörigkeitsrecht setzte von Anfang an nur das Abstammungsprinzip um. 
Der Besitz der rumänischen Staatsbürgerschaft wird mittels dem rumänischen Reisepass oder des rumänischen Personalausweises nachgewiesen. Alle Rumänen sind seit 2007 auch EU-Bürger.

## Historisches

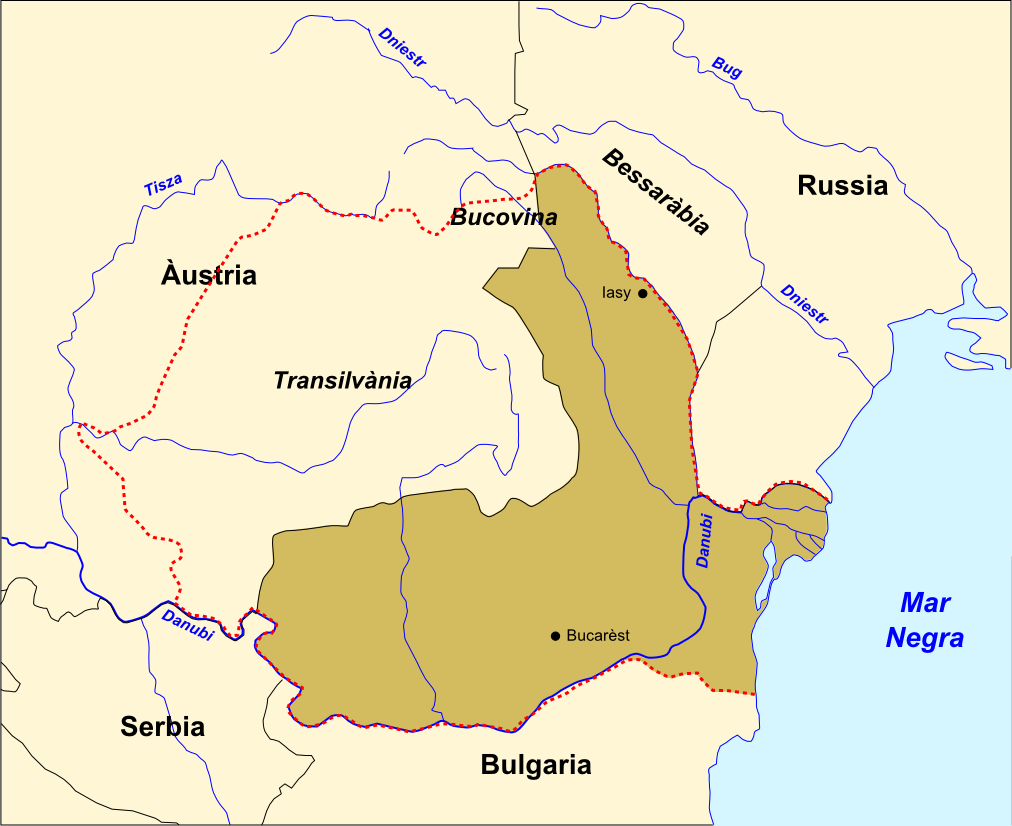
Rumänien in den Grenzen von 1878.

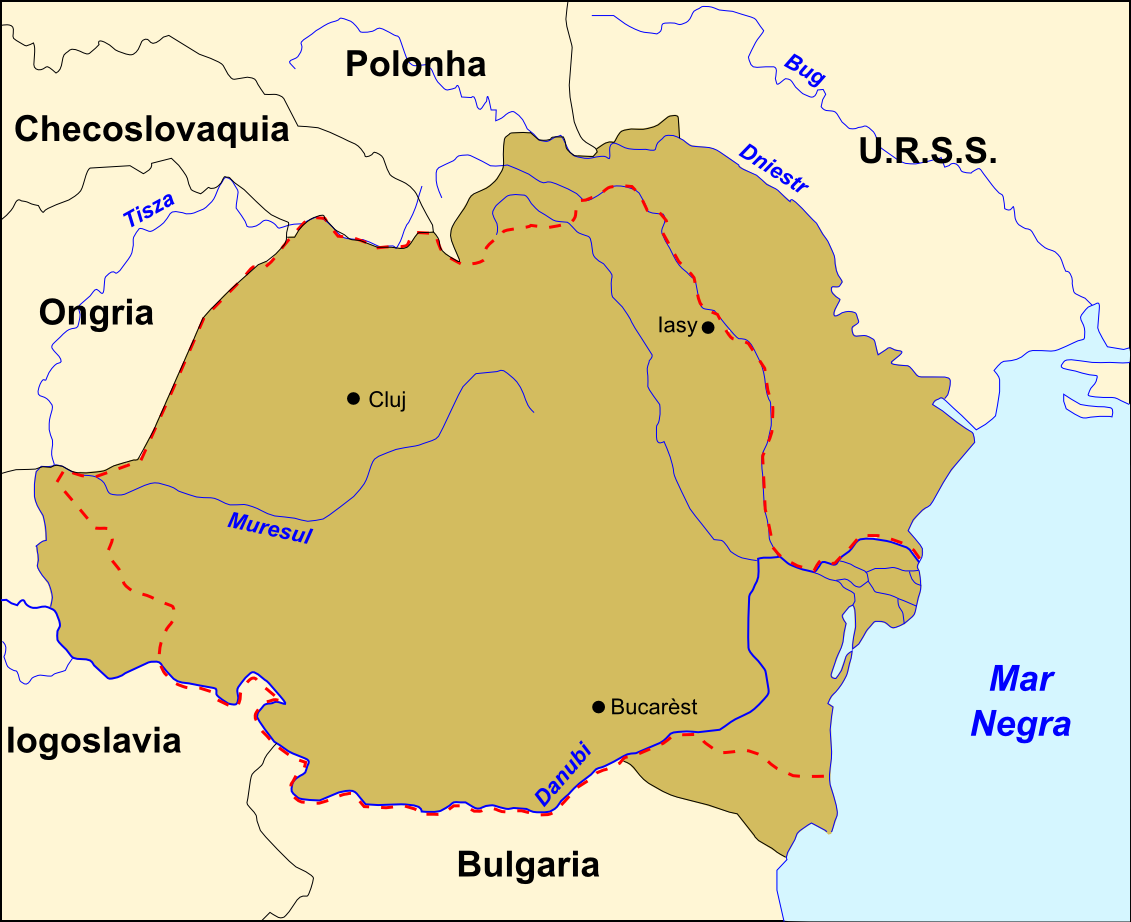
Rumänien in den Grenzen von 1925. Flächenmäßig war Rumänien ab 1920 fast doppelt so groß wie 1912.

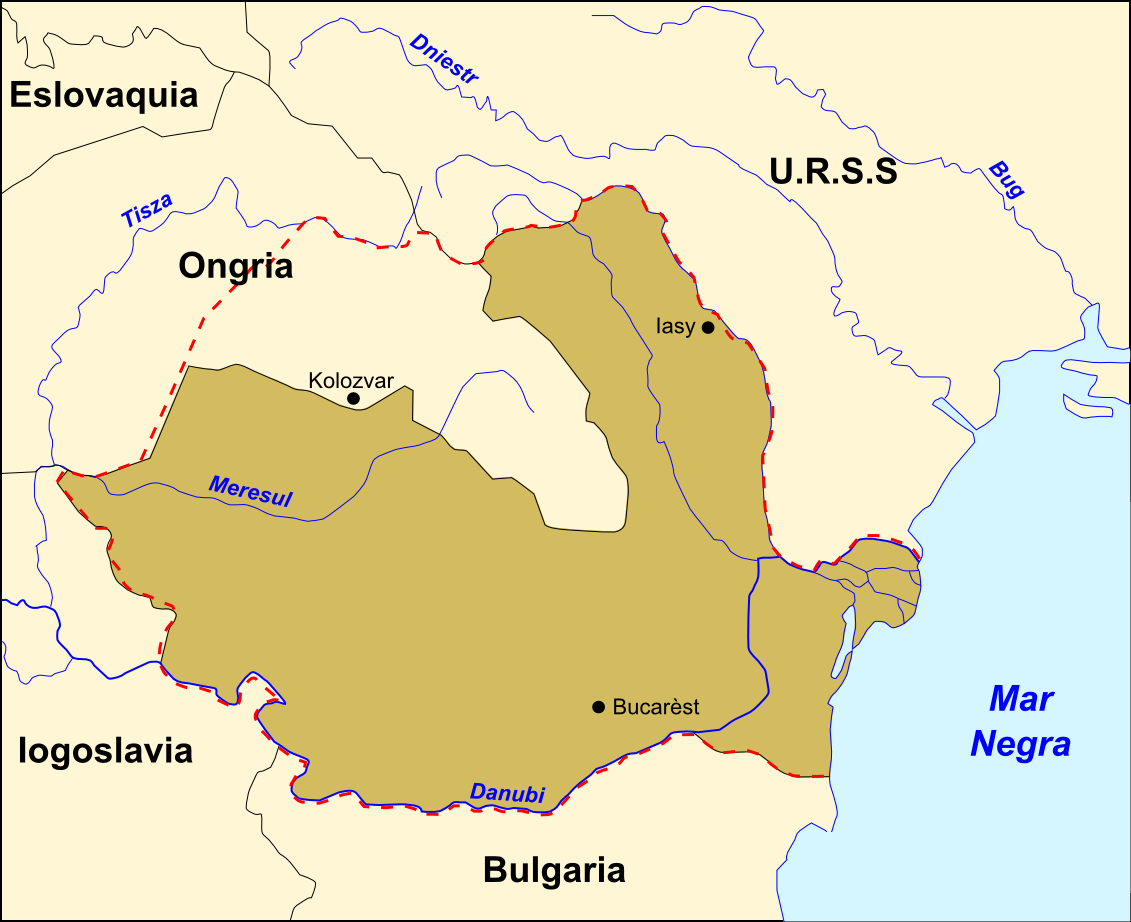
Rumänien in den Grenzen von 1940.

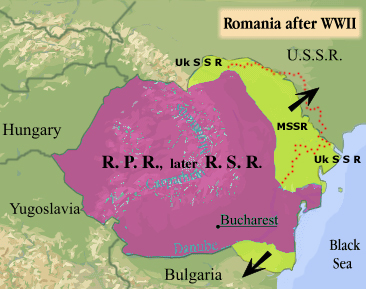
Grenzen Rumäniens seit 1945/1948.

Das Millet-System hatte im Osmanischen Reich eine gewisse völkisch-religiöse Unterscheidung geschaffen. Ein erstes modernes Staatsangehörigkeitsgesetz im Osmanischen Reich erging 1869. Seit dem Ende der Zugehörigkeit zum Osmanischen Reich im 19. Jahrhundert änderte sich für verschiedene rumänische Regionen mehrfach die Zugehörigkeit zu (benachbarten) Staatsverbänden.
Die Wahl von Alexandru Ioan Cuza zum Fürsten sowohl der Moldau als auch in der Walachei des Osmanischen Reiches vereinigte 1859 eine identifizierbare rumänische Nation unter einem gemeinsamen Herrscher bei weiterbestehender osmanischer Suzeränität. Am 8. Dezember 1861 proklamierte Alexandru Ioan Cuza die Bildung des Fürstentums Rumänien aus den Donaufürstentümern Moldau und Walachei. 1862 wurden die beiden auch formal vereinigt, mit Bukarest als Hauptstadt.
In der k.k.-Monarchie bis 1848 unterschied man zwischen adligen („membra Regni“) und nicht-adligen Staatsangehörigen („accola, incola, indigena“). Von 1848 sprach man einheitlich von „Staatsbürger“ oder „Staatsinsasse“ Siebenbürgen war seit dem österreichisch-ungarischen Ausgleich 1867 Teil des zentralistisch regierten ungarischen Reichsteils, der nun k.u.k-Monarchie. Die ungarische Vorschrift von 1879 regelte Teilbereiche des Staatsangehörigkeitsrechts. Zunächst bezeichnete man Staatsbürger auch als „honos,“ was ein entsprechendes Heimatrecht mit einschloss. Dieses war beim Zerfall der Habsburger-Monarchie 1918/19 dann für die Bestimmung der neuen Staatsbürgerschaften wichtig. Die Grenzen zu Ungarn und damit die Staatsangehörigkeit dortiger Bewohner im Rahmen der Staatensukzession änderte sich in der ersten Hälfte des 20. Jahrhunderts mehrfach.
Nach dem russisch-türkischen Krieg von 1877/78, in dem Rumänien an der Seite Russlands gegen die türkische Herrschaft kämpfte, wurde Rumänien durch den Vertrag von Berlin 1878 als unabhängig anerkannt. Als Territorium wurde ihm die Dobrudscha hinzugefügt, gleichzeitig musste es aber die drei Kreise Cahul, Bolgrad und Ismail im südlichen Bessarabien im Bereich der Donaumündung an Russland abtreten. Im zweiten Balkankrieg 1913 beteiligte sich das Land an der Koalition gegen Bulgarien, das aus dem Krieg als Verlierer hervorging und die Süddobrudscha an Rumänien abtreten musste.
Einschneidend war auch die Abspaltung der cis-nistrischen Gebiete vom zerfallenen Zarenreich mit folgendem Anschluss an Rumänien. Kurz 1940/41 und dann ab 1945 wurde Bessarabien wieder Teil der Sowjetunion. Zusammen mit den angrenzenden Bezirken wurde es zur Moldauische Sozialistische Sowjetrepublik aufgewertet. Die Gültigkeit des sowjetischen Staatsangehörigkeitsgesetze wurde schon per Dekret vom 8. März 1941 auf Bessarabien und die Bukowina ausgeweitet. Seit 1991 ist die Region als Republik Moldawien unabhängig.
Abkommen

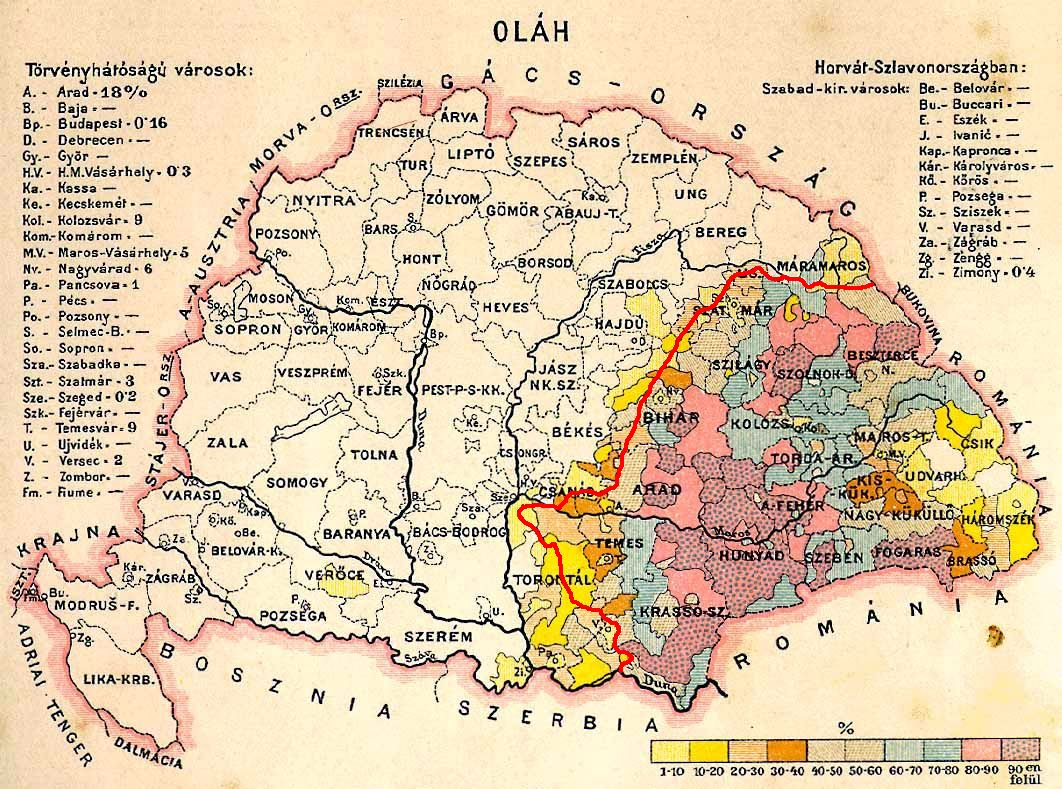
Die im Vertrag von Trianon an Rumänien gefallenen Gebiete sowie Ethnien nach der Volkszählung 1891.

Als besonders wichtig zu nennen ist der Friedensvertrag von Trianon 1920, auf Grund dessen Siebenbürgen endgültig rumänisch wurde. Dies war aber schon seit den Karlsburger Beschlüssen vom 1. Dezember 1918 absehbar. Durch den Zweiten Wiener Schiedsspruch fielen die damaligen Kreise Satu Mare (Szatmár), Sălaj (Szilágy), Bihor (Bihar) und Maramureș (Máramaros) wieder für einige Jahre an Ungarn, bis Ungarns Waffenstillstand mit der Sowjetunion am 20.  Jan. 1945 diese Übertragung wieder zu Gunsten Rumäniens aufhob.
Die Grenzziehung im Banat zwischen Jugoslawien als Rechtsnachfolger der Habsburger-Monarchie erfolgte durch Vertrag vom 24. Nov. 1923. Staatsangehörigkeitsfragen klärte erst die Verträge vom 30. April 1930 und 13. März 1935. Im Wesentlichen richtete sich die Staatsbürgerschaft nach dem Wohnsitz bzw. Heimatrecht, mit gewissen Optionsmöglichkeiten.
Mit der Türkei schloss man 1936 ein Auswandererabkommen, wodurch Türkischstämmigen aus der Dobrudscha die Abwanderung unter Wechsel der Staatsbürgerschaft erlaubt wurde.
Der Vertrag von Craiova 1940 brachte Gebiets- und Bevölkerungstausch mit Bulgarien an der Schwarzmeerküste. Diese Grenzziehung wurde im rumänisch-bulgarischen Friedensvertrag 1948 bestätigt.
Nach dem zweiten Wiener Schiedsspruch verabredete man mit Ungarn weitgehende Optionsregeln, auch für jene Ungarn, die in Rest-Rumänien ansässig waren.
Wie überall auf dem Balkan bemühte sich das Deutsche Reich Volksgenossen heimzuführen. Bezüglich der Dobrudschadeutschen, aber auch in andren Landesteilen, schloss man am 22. Okt. 1940 einen entsprechenden Vertrag. Abwanderungswillige deutsche Familienoberhäupter hatten ähnlich wie in Bulgarien bei der rumänischen Behörde vor Ort einen Antrag zu stellen. Auf Grund solcher wurde eine von beiden Staaten zu genehmigende Umsiedlerliste zusammengestellt. Formaljuristisch betrachtete man die Antragsstellung als Antrag auf Entlassung aus der rumänischen bei gleichzeitigem Antrag auf Erteilung der deutschen Staatsbürgerschaft. Es verließen etwa 200.000 Deutschstämmige und Familienangehörige das Land. Gut 63.500 Mann dienten in der Waffen-SS. Etwa 2400 Umsiedler änderten ihre Meinung und kehrten nach Rumänien zurück was die Rückgängigmachung der deutschen Einbürgerung und Wiederaufnahmeverfahren in Rumänien erforderte.

### Staatsangehörigkeitsrecht ab 1832
Seit 1832 gab es Regeln betreffend der Einbürgerung. Unterschieden wurde zwischen der „großen“ und der „kleinen“ Einbürgerung. Erstere, împåmântenire mare, erforderte, dass Einzubürgernde nicht nur ausreichend Vermögen, guten Leumund und Beruf nachweisen mussten, sondern auch orthodoxen Glaubens zu sein hatten. Weiterhin war mindestens zehnjähriger Wohnsitz im Lande nötig. War ein Ausländer mit einer „vornehmen“ Rumänin verheiratet, verkürzte sich die Wartezeit auf sieben Jahre. Katholiken und Protestanten waren ausgeschlossen. Ihnen blieb allenfalls die împamântenire micå, die geringere Rechte, wie z. B. des Grunderwerbs brachte. Nicht-Christen waren auch diese verwehrt.
Durch den Pariser Frieden (1856) und die darauf folgende Pariser Konvention von 1858, die eine Verfassung oktroyierte, wurde, nur für Christen, die Unterscheidung in „klein“ und „groß“ aufgehoben. Nach Beginn der weitgehenden Autonomie kodifizierte man 1865 im Zivilgesetzbuch (Cod Civil Român) und in der Verfassung 1866 Fragen der Staatsangehörigkeit. Einbürgerungen erfolgten nun ohne Rücksicht auf das Bekenntnis nach Antrag durch den Fürsten/König. Für verdiente Personen durfte die Wartezeit verkürzt werden.
Festgeschrieben wurde, dass Kinder rumänischer Eltern unabhängig vom Geburtsort Staatsangehörige ab Geburt wurden. Für in Rumänien geborene Ausländerkinder gab es lediglich die Option, innerhalb eines Jahres nach Erreichen der Volljährigkeit die rumänische Staatsangehörigkeit anzunehmen. Selbst diese geringe ius soli-Komponente wurde schon 1866 durch die Verfassungsregelung abgeschafft, nach der dieser Personenkreis nur noch Anspruch auf erleichterte Einbürgerung hatte, sofern eine zehnjährige Wartefrist erfüllt war. Einheiratende Ausländerinnen wurden hierdurch Staatsangehörige.

Ausdrücklich erwähnt ist auch die automatische Einbürgerung, wenn ein Gebiet zu Rumänien kommt. Hierfür ergingen ggf. auch noch zusätzliche Verordnungen, die Optionsmöglichkeiten für Betroffene brachten. Anders als in vielen Ländern üblich war bei Adoption der automatische Staatsangehörigkeitserwerb bis 1970 nicht vorgesehen.
In der Verfassung 1866 wurde auch bestimmt, dass im Ausland geborene Rumänen, die Christen waren und im Lande ihren Wohnsitz nahmen, durch Beschluss der gesetzgebenden Körperschaft ohne weitere Bedingung zu rumänischen Bürgern wurden, sofern sie gleichzeitig ihre fremde Staatsangehörigkeit aufgaben.

Die konfessionelle Schranke fiel in der Verfassung 1879 weg. In Folge ließen sich zahlreiche aus Galizien oder dem russischen Ansiedlungsrayon gekommene Juden einbürgern, was in Form von Einzelgesetzen erfolgte.
Gewisse Dekrete während des Weltkriegs erleichterten die Einbürgerung von Juden. Umgesetzt wurden auch im Vertrag von Trianon vorgeschriebene Minderheitenschutzregeln. Im Vertrag von Saint-Germain wurde bestimmt, dass alle Einwohner, die österreichisches Heimatrecht einer Gemeinde (apartinenţa) der Bukowina besessen hatten, automatisch Rumänen wurden, sofern sie nicht eine Option für Österreich oder Ungarn ausübten. Dann hatten sie, mit Ehefrau und Kindern unter 18, ein Jahr Zeit die Region zu verlassen.
Die Staatsangehörigkeit (cetățenie) wurde im 20. Jahrhundert durch Bescheinigungen (Staatsangehörigkeitsausweise) nachgewiesen, die aufgrund von Eintragungen im Staatsangehörigenregister ausgestellt wurden.

### Staatsangehörigkeitsgesetz 1924
In der Verfassung 1923 fand sich die Formulierung, dass Staatsangehörigkeitsfragen durch separates Gesetz zu regeln seien. Ein solches erging am 23. Februar 1924. Es regelte Zuständigkeiten, Verwaltungsverfahren und Gerichtsweg in Staatsangehörigkeitssachen. Im Wesentlichen konsolidierte man die bisherigen Gesetze, Verordnungen und Regelungen völkerrechtlicher Verträge. Grundsätzlich galt, außer für Findelkinder, das Abstammungsprinzip (ius sanguinis). Die in den völkerrechtlichen Verträgen bestimmten Options- oder Verzichtserklärungen waren bei den Gemeindebehörden abzugeben.
Weiterhin galt nun das damals international übliche Prinzip der Familieneinheit, d. h. alle Anträge verheirateter Männer hatten auch Wirkung auf ihre Ehefrauen und eventuell vorhandene minderjährige Kinder.
Es gab ein Staatsangehörigkeitsregister. Das 1938 ergangene Dekretsgesetz schrieb vor:

#### Erwerbsgründe
- Geburt für eheliche oder uneheliche Kinder rumänischer Eltern (Mütter), unabhängig vom Geburtsort[21]
- Vaterschaftsanerkennung resp. Legitimation durch spätere Eheschließung der Eltern[23]
- für Frauen: Heirat mit einem Rumänen (unabhängig von ihrem Willen oder Heimatrecht)

Sonderregeln in Form automatischer Einbürgerung gab es für Bewohner zugewonnener Gebiete, wie z. B. im Banat, dem Kreischgebiet oder für Sathmarer Schwaben. In Zweifelsfragen entschieden Kommissionen, die beim jeweiligen Oberlandesgericht angesiedelt waren. Staatsangehörigkeitsausweise stellten die Wohnsitzgemeinden aus.
Einbürgerungsvoraussetzungen
Die Zuständigkeit lag nun bei einer hochkarätigen Richterkommission, mit gewissen Mitspracherechten des Ministerrats. Anträge wurden im Staatsanzeiger und regionalen Zeitungen bekannt gemacht, auf dass interessierte Stellen, z. B. die Staatsanwaltschaften, ggf. Widerspruch einlegen konnten. Empfehlungen der Kommission gingen an den Justizminister, der entschied. Widerspruch gegen Ablehnung war nicht möglich. Vor Veröffentlichung im Staatsanzeiger, wodurch die Einbürgerung wirksam wurde, war vom Neubürger ein Treueeid zu leisten.
- Volljährigkeit, 21 Jahre[26]
- Antrag mit der ausdrücklichen Erklärung andere Staatsangehörigkeiten aufgeben zu wollen
  - 10-jähriger Wohnsitz in Rumänien nach Abgabe dieser Erklärung[27]
- unbescholtener Lebenswandel
- ausreichende Unterhaltsmittel
- nachzuweisender Verlust der bisherigen Staatsangehörigkeit, sofern nicht automatisch nach Heimatrecht

Erleichterungen hinsichtlich der Wartezeit gab es für mit Rumäninnen verheiratete Männer oder Personen, die sich um das Land verdient gemacht hatten, z. B. auf wissenschaftlichem Gebiet oder als erfolgreiche Geschäftsleute. Einen Einbürgerungsanspruch hatten in Rumänien geborene und bis zur Volljährigkeit hier wohnende innerhalb eines Jahres, also vor dem 22. Geburtstag; dazu volljährige Ausländerkinder, deren Vater eingebürgert wurde. Ausländer rumänischer Volkszugehörigkeit hatten lediglich bei Antragstellung auf ihre bisherige Staatsangehörigkeit zu verzichten.

#### Verlustgründe
- für Rumäninnen: automatisch bei Heirat mit einem Ausländer, außer sie erwirbt nach dessen Heimatrecht seine Staatsangehörigkeit nicht. Durch notariellen Ehevertrag kann sie den Verlust explizit ausschließen. Ein Verlust erstreckte sich nicht auf ihre vorehelichen Kinder.
- Annahme eines öffentlichen Amtes oder Eintritt in einen militärischen Verband (hierzu rechnet z. B. auch die italienische faschistische Miliz) im Ausland, sofern nicht vorher rumänischerseits genehmigt. Dies unabhängig davon, ob durch die Bestallung eine neue Staatsbürgerschaft erworben wird.
- Ausbürgerung, nur zu Kriegszeiten, wenn Eingebürgerte für einen Feindstaat aktiv werden. Gemeint war vor allem Nichtantritt zum rumänischen Heer. Sie erfolgte formal durch königliches Dekret auf Vorschlag des Justizministers und Zustimmung des Ministerrats.
  - Im Wehrpflichtgesetz von 1924 war ausdrücklich festgelegt, dass Verzicht oder Aberkennung Männer zwischen 21 und 50 Jahren nicht von der Wehrpflicht entbindet.
- Einbürgerung eines Rumänen im Ausland, Ehefrauen und Kinder nur dann einschließend wenn sie nicht automatisch die fremde Staatsbürgerschaft mit dem Mann erwerben.

Verschiedene Wiedererwerbsgründe gab es für ehemalige Rumäninnen nach Eheende, Personen die als Kinder durch Aktionen ihrer Eltern ausgebürgert wurden sowie ggf. mit Wartefristen für ehemalige ausländische Beamte oder Wehrdienstvermeider.

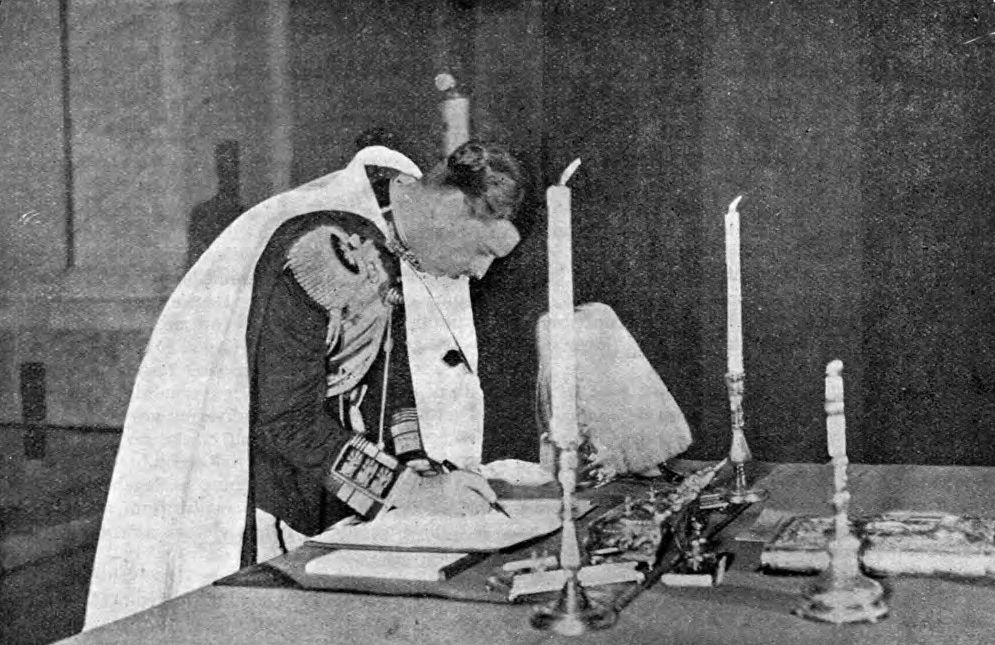
Der seit Februar 1938 mit Hilfe der faschistischen eisernen Garde diktatorisch regierende König unterzeichnet die neue Verfassung 1938. Im Rahmen der Umgestaltung des Staates wurde das Staatsangehörigkeitsrecht bald als Waffe gegen Dissidenten genutzt.

Die Verlustgründe wurden durch ein separates Dekretsgesetz im April 1938 genauer spezifiziert. Bei Aberkennung wurde Vermögensverfall zu Gunsten der Staatskasse eingeführt. Die möglichen Aberkennungsgründe durch Aufhebung des Gesetzes vom April schon im Juni deutlich ausgeweitet. Sie konnte nun auch gegen im Ausland lebende Anstifter oder Mittäter einer „die öffentliche Ordnung des Landes störenden Handlung“ verhängt werden. Das Vermögen Betroffener wurde auf Antrag der Staatsanwaltschaft unter Zwangsverwaltung gestellt.

### Staatsangehörigkeitsgesetz 1939
Die Neufassung erweiterte die Verlust- bzw. Aberkennungsgründe, die durch Änderungen der Vorjahre schon eingeführt wurden. Diese Regeln wurden Ende 1940 nochmal verschärft. Sie blieben auch nach Abschaffung der Monarchie in Kraft und 1948 noch zwei Mal neu gefasst, so dass die neue Regierung eine Handhabe gegen Staatsfeinde aus feudaler Zeit in der Hand hatte. Neu war der Staatsangehörigkeitsverlust nach zehnjährigem Auslandsaufenthalt.
Bei Erwerb ab Geburt, Einbürgerungen usw. änderte sich wenig. Neubürger erhielten jedoch erst sechs Jahre nach Einbürgerung die vollen politischen Rechte.
Ende 1947 bis 1948 galt die Verfassung von 1923 wieder. Kleinere Änderungen 1947 berücksichtigten die Rahmenbedingungen der neuen Gesellschaftsordnung. Ebenso wurde bestimmt, dass jeder, der im stark verkleinerten Rumänien der Grenzen vom 26.  Sept. 1940 seinen Wohnsitz hatte oder dort geboren worden war, allein deshalb als rumänischer Staatsbürger zu betrachten war.

### Staatsangehörigkeitsdekret 1948
Das Staatsangehörigkeitsdekret lehnte sich an die Vorläuferbestimmungen an. Es war jedoch besonders hinsichtlich der Verfahrensbestimmungen deutlich abgespeckt. Die vereinfachte Einbürgerung von ethnischen Rumänen fiel weg.
Zugleich brachte der gesellschaftliche Fortschritt im Sozialismus die Gleichstellung von Mann und Frau sowie den Wegfall der Unterscheidung zwischen ehelichen und unehelichen Kindern. Durch Eheschließung trat kein automatischer Wechsel mehr ein. Die Einbürgerung von Ehepartnern war jedoch insofern erleichtert, dass lediglich auf fremde Staatsangehörigkeiten per Erklärung verzichtet werden musste. Insofern Kinder gemischter Paare ab Geburt Doppelstaatler sein konnten, wurde dies toleriert, mit Erreichen der Volljährigkeit gab es innerhalb eines Monats die Optionsmöglichkeit die rumänische durch Erklärung aufzugeben.
Die Wartefrist bei normalen Einbürgerungen wurde auf fünf Jahre „Probezeit“ mit Inlandswohnsitz und staatsbürgerlich guter Führung festgelegt. Sie verkürzte sich auf ein Jahr Wohnsitz für verdiente Personen, Männer die in der Armee gedient hatten, Ehepartner oder nach freiem Ermessen des Justizministers. Einbürgerungen schlossen weiterhin Ehepartner und minderjährige Kinder mit ein. Sie wurden wirksam, sobald der Neubürger, nicht später als 60 Tage nach positivem Bescheid des Ministerrats auf Vorschlag des Justizministeriums, seinen Treueeid am Wohnsitz geleistet hatte.
Der Erwerb einer fremden Staatsbürgerschaft war genehmigungspflichtig. In jedem Fall zog es den Verlust der rumänischen nach sich. Auch musste bis 1991 bei Annahme der rumänischen jede fremde Staatsbürgerschaft aufgegeben werden.
Die weitreichenden Regelungen zur Ausbürgerung bzw. strafweisen Entziehung von 1940 wurden übernommen. Hinzu kam eine sehr weitreichende Beschlagnahme des Vermögens. Über Ausbürgerungen entschied das Präsidium der Nationalversammlung auf Vorschlag des Justizministers mit Zustimmung des Ministerrats. Möglich waren sie bei:
- unerlaubten Antritt einer ausländischen Beamtenstelle
- unerlaubtes Verlassen des Landes oder Nicht-Rückkehr nach Ablauf der Reisepapiere
- „Schädigung“ Rumäniens im Ausland
- Verweigerung der Heimkehr nach amtlicher Aufforderung

### Staatsangehörigkeitsdekret 1952
Das neue Staatsangehörigkeitsdekret brachte, unter Aufhebung aller bisherigen Regeln, eine wesentliche Vereinfachung. Parallelen zum zeitgenössischen sowjetischen Gesetz sind offensichtlich. Einleitend definierte man als rumänische Bürger, all diejenigen die bei Inkrafttreten ihren Wohnsitz im Lande hatten und die
- diese Eigenschaft aufgrund früherer Regeln erworben hatten
- im Lande wohnende Staatenlose bzw. solche die seit 1920 keine andere Staatsangehörigkeit erworben hatten
- heimgekehrte Volksrumänen

Als Erwerbsgründe werden Heirat und Adoption ausdrücklich ausgeschlossen. Die vereinfachte Naturalisation von Auslandsrumänen oder im Lande geborener Ausländerkinder wurde abgeschafft.
Aberkennungen und Aufgabe erforderten ein Dekret des Präsidiums der Nationalversammlung. 

Einbürgerungen erfolgten ebenfalls durch das Präsidium auf Empfehlung des Innenministeriums, das nun statt dem Justizministerium zuständig war. Anträge hierfür waren individuell zu stellen, nur eigene Kinder unter 14 waren eingeschlossen. Ältere mussten durch eigene Erklärung dem Antrag beitreten. Der Verzicht auf andere Staatsangehörigkeiten war zu erklären. Ansonsten hatten die bearbeitenden Dienststellen der Miliz weiten Ermessensspielraum. Der Treueeid war bereits beim Einreichen des Antrags zu leisten.
Das Verzeichnis der Staatsangehörigen führten nun die Generaldirektion der Milizen des Innenministeriums. Als Nachweis galt nun im Inland der Besitz einer Kennkarte, die man ab 15 Jahren bekam. Im Ausland genügte der Reisepass.

### Staatsangehörigkeitsgesetz 1971
Man führte die älteren Regeln der vereinfachten Einbürgerung für Auslandsrumänen oder im Lande geborener Ausländerkinder wieder ein. Neu war als Erwerbsgrund die Adoption. Einbürgerungen genehmigte nun das Consiliul de Stat. Die Anwartszeit lag bei fünf Jahren Aufenthalt im Lande, verkürzt auf drei für Ehepartner. Die Gesinnung des potentiellen Neubürgers wurde geprüft. Ausbürgerungen für Rumänen im Ausland bleiben möglich. Über letztere entschied der Präsident des Staatsrats alleine.

## Seit 1990
Bereits ab 1990 gab es Vorschriften, die Exil-Rumänen die Heimkehr mit vollen Rechten erlaubte. Seit der Verfassung 1991 ist der Entzug der Staatsbürgerschaft für Rumänen ab Geburt nicht mehr statthaft, ein späteres Gesetz bestätigte dies. Die Mehrstaatlichkeit ist erlaubt.
Rumänien hat das Europäische Übereinkommen über die Staatsangehörigkeit 2002 ratifiziert.

### Staatsangehörigkeitsgesetz 1991
Das Staatsangehörigkeitsgesetz 1991 nahm sich die Regelungen von 1939 zum Vorbild übernahm aber auch die fortschrittlichen Komponenten von 1971. Es hat seitdem im Kern wenige Änderungen erfahren. Zum einen wurden die Bedingungen für Abstammungsrumänen deutlich erleichtert, für andere Zuwanderer wurden die Einbürgerungsvoraussetzungen sukzessive verschärft. Die Zuständigkeit liegt bei einer Abteilung des Justizministeriums, die mehrfach reorganisiert wurde, Stand 2021 ist es die Autoritatea Națională pentru Cetățenie. Staatsangehörigkeitssachen bedurften bis 2003 in jedem Einzelfall parlamentarischer Zustimmung. Zur Verfahrensbeschleunigung wurde diese Kompetenz ins Justizministerium abgegeben. Gegen Ablehnungen steht der Gerichtsweg offen. Bis 2013 begann der Instanzenzug beim Berufungsgericht, seitdem eine Stufe tiefer, zentral, beim Bukarester Tribunal („Landgericht“).
Gewisse Bestimmungen im Gesetz über standesamtliche Register haben Auswirkungen auf die Eintragung der Staatsangehörigkeit für Kinder.
Einbürgerungsvoraussetzungen
- 18 Jahre oder älter
- Wohnsitzerfordernis:
  - 8 Jahre (seit 2003), [1999–2003:[38] 7 Jahre, 1991–1999: 5 Jahre], oder
  - 5 Jahre [1991–1999: 3 Jahre] falls mit Rumänen verheiratet,[44] oder
  - im Lande geboren und wohnend
  - Wartezeit auf die Hälfte verkürzbar für
    - ehemalige rumänische Bürger[45]
    - EU-Bürger
    - Investoren, die mehr als eine Million Euro ins Land brachten[45]
    - anerkannte Asylanten
    - international berühmte Persönlichkeiten[46]
- ausreichendes Einkommen [was bereits bei Erteilung einer ausländerrechtlichen Aufenthaltserlaubnis geprüft wird], Nachweise der letzten drei Jahre, und
- Sprachkenntnisse, und
- seit 1999: kulturelle Kenntnisse; ab 2003 zusätzlich Kenntnisse zur Verfassung und Nationalhymne,[47] und
- keine Gefahr für die nationalen Interessen,[48] und
- keine Vorstrafen, die den Antragsteller „unwürdig“ machen
- Verwaltungspraxis verlangt beglaubigte, übersetzte Dokumente, z. B. die Geburtsurkunde des Heimatlandes, Strafregisterauszüge und Zahlung von, im internationalen Vergleich niedrigen, Gebühren.

Die Anträge entscheidet, nach Vorprüfung, eine 20-köpfige Kommission des Justizministeriums. Neubürger müssen einen Treueeid leisten. Werden beide Elternteile eingebürgert, so erstreckt sich dies auch auf minderjährige Kinder. Wird nur ein Elternteil Rumäne, haben sich die Eltern zu einigen, Kinder ab 14 müssen zustimmen; ggf. entscheidet ein Gericht.
Wiederannahme
Wiederherstellung war anfangs möglich für Personen, die ihre Staatsbürgerschaft vor dem 22. Dez. 1989 verloren hatten, nicht jedoch ihre Nachfahren. Von 1991 bis 2001, als die Vereinigung mit Moldawien im Raum stand, wurde die Wiederherstellung für dessen Bürger großzügig gehandhabt. Als im Sommer 2001 bis zu 300 Anträge täglich eingingen wurde das Programm bis Ende 2003 stark zurückgefahren. Zeitweise wurde von (potentiellen) Wiedereingebürgerten vier Jahre Wohnsitz im Lande gefordert während dieser Zeit gab man ihnen keine Reisepässe. Alle Beschränkungen wurden, trotz EU-Bedenken im Oktober 2007 wieder abgeschafft.
Seit 2002 wird verfahrensmäßig nicht mehr zwischen Wiedererwerb und -herstellung der Staatsangehörigkeit differenziert. Dieses Verfahren ist gebührenfrei.
Eine Notverordnung 2009 erweiterte die Bedingungen eines Anspruchs der Wiederherstellung dahingehend, dass sie nun immer dann möglich ist, wenn ein Rumäne ab Geburt seine Staatsangehörigkeit „aus Gründen, die er nicht zu vertreten hat“ verloren hatte. Dies rückwirkend bis in die dritte Generation. Im Ausland lebende Antragsteller werden sicherheitsüberprüft und müssen den Treueeid schwören, sind aber von den meisten anderen Einbürgerungsvoraussetzungen befreit. Einen Anspruch auf rumänische Staatsbürgerschaft hat somit ein Großteil der Bevölkerung Moldawiens und Tausende in der Ukraine. Da mit rumänischen Papieren Niederlassungsfreiheit in der ganzen EU verbunden ist, sehen gewisse mitteleuropäische Politiker, wie Bayerns Innenminister Joachim Herrmann (CSU) und sein Kollege Markus Ulbig (CDU), die Praxis kritisch und nutzen sie um ihre ausländerfeindliche Agenda durch das Schüren von Angst zu propagieren. Tausende Moldauer sind als Gastarbeiter, vor allem wegen der Sprachverwandtschaft, nach Italien gegangen.
Aufgabe und Entziehung
Die Möglichkeit der Entziehung der Staatsbürgerschaft wurde 2003 auf Falschangaben bei der Einbürgerung beschränkt.
Die Aufgabe durch einen Bürger im Ausland wird zunehmend bürokratischer gestaltet. Sie ist gebührenpflichtig. Von den 2–2½ Millionen der rumänischen Diaspora geben jährlich 10.000–12.000 ihre Staatsangehörigkeit auf.